# Jarrón de girasoles

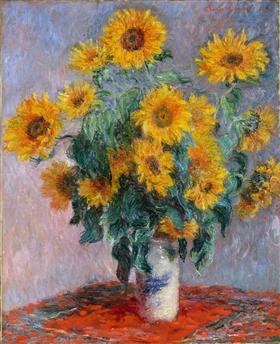
Jarrón de girasoles

Jarrón de girasoles es un óleo sobre lienzo de dimensiones 101x 85.3 cm realizado en el verano de 1881 por el pintor Claude Monet. Actualmente se encuentra expuesto en el Museo Metropolitano de Nueva York.

## Contexto
Monet junto con Manet, Pisarro y Degas van a ser un grupo que se caracterizara por el impresionismo. Viven en un momento en el que las innovaciones técnicas y la industrialización están a la orden del día. Lo que quieren hacer estos artistas va a ser una representación de lo natural, una especie de enfrentamiento de la sociedad urbanizada. Estamos en un momento en el que las pinturas no se van a realizar a partir de encargos, sino que se tendrá que ganar el gusto del consumidor y poder adentrarse en el mercado. 
Sin embargo, este nuevo estilo de pinturas no estará bien visto y expondrán sus pinturas en el Salón de los Rechazados. Ligado a las innovaciones, está el surgimiento de la fotografía en los años 50, que tendrá un papel muy importante y con ello influenciará en las pinturas posteriores a este momento.

## Antecedentes
En 1860 ya comienza realizando naturalezas muertas como Naturaleza Muerta con Carne de Vaca (1864) o Naturaleza Muerta con Uvas y Manzanas (1880).
En los años 70 va a hacer un viaje a Londres dejando a su familia en Francia. Allí junto con Pisarro van a adquirir nuevas técnicas e influencias visitando los museos ingleses. En este momento pintará El Támesis por Debajo de Westmisnter (1870). La Real Academia rechazará sus obras realizadas en aquel momento, aunque con el tiempo las llegarán a apreciar. También será un momento en el que el arte le exigirá una gran textura, romper con la mentira y que la pincelada sea más empastada. Este momento ira ligado a un bache económico.
En 1873 estará ubicado en Argenteuil, una zona muy conocida por la regatas de barcos. Surgirá el denominado barco-taller. Ya no se conforma con la pintura hecha a las orillas del río Sena, ahora se atreve a salir con la barca y pintar desde ahí. De este modo va a tener él mismo la propia experiencia de la fluidez del cuadro.
A finales de los 70 su mujer fallece y pasa por un momento pictórico con un halo más frío, no tan bucólico como en las obras de sus comienzos. También va a ser ahora cuando se decanta por representar lo nunca antes visto: el humo, el hielo, el agua, la niebla y la luz.

## Descripción
En 1880 se va a ir a vivir a Vetheuil. Su manera de pintar va a cambiar totalmente centrándose en un cromatismo más vivo de lo que veníamos viendo en Monet. Ya no se va a ir a los campos a pintar sino que lo para en el jardín de su propia casa. El jardín del artista en Vetheuil (1881). 
En el verano de 1881 pintara este óleo en el que se representa un jarrón de dudosa procedencia china o japonesa donde están colocadas un ramo de girasoles de su propio jardín. Es una escena de interior que solía pintar Monet en los días lluviosos donde se puede apreciar que esta puesto sobre un tapete rojo, recortando la representación, influencia de la llegada fotografía. La pincelada es muy suelta tan típica en Monet pero nos hace intuir con claridad los detalles de las flores ayudando así a dar textura a los pétalos gracias a los empastados de la pintura. Se destacan el contraste de los colores verdes de las hojas con los rojizos de la composición y los tonos azulados y naranjas.  El tratamiento de la luz casi es imperceptible. Nos podemos fijar en el cambio tonal del fondo liso en el que la parte derecha la oscurece con tonos azulados violáceos y dando luz más anaranjada en la parte derecha de la composición. 
Se expondrá en la séptima exhibición impresionista del año 1882. Un año después en la Galería de Paul Durand Ruel y en 1886 en Bruselas y en la Academia Nacional de diseño de Nueva York. Los cuadros de Monet estaran realizados para verlos de lejos, y así no centrarse solo en el tema y las pinceladas. Además se deberán de contemplar en más de un punto de vista para poder completar la composcición.

## Influencias
A largo de toda su obra podemos contemplar numerosas influencias dadas sobre todo por sus contemporáneos como Sisley, Pisarro, Degas, Manet y Renoir. También tuvo como referentes inspiracionales en la naturaleza a Courbet además de Delacroix.

## Evolución
Después de la realización de este cuadro, al año siguiente pintó algún que otro cuadro floral. Con el tiempo, su pincelada se fue convirtiendo en una línea más abstracta donde las formas se fundían con el fondo. 
Se empezó a centrar en hacer varias versiones de una misma escena o representación. Únicamente lo que variaba era el tiempo atmosférico, el impacto de la luz y en ocasiones, el punto de vista.
En 1883 se fue a vivir a Giverny y empezó a sufrir ceguera. Pintaba en su propia casa los nenúfares del estanque, con una línea aún más difuminada a causa del comienzo de su minusvalía.